# Битка при Банъкбърн
Битката при Банъкбърн (на английски: Battle of Bannockburn) на 23 и 24 юни 1314 г. е измежду решаващите битки през Шотландските освободителни войни.
В тресавищата на Банъкбърн близо 5000 шотландски воини, под командването на Робърт Брус, се изправят срещу 20 000 воини на английския крал Едуард II. Шотландците разгромяват противника си напълно.

## Предистория
През пролетта на 1314 г., крепостта Стърлинг (от 1304 г. под английско господство), е окупирана и превзета от шотландците. След като надмощието на Англия е безнадеждно променено, комендантът сър Филип Моубрей решава да предаде стратегически важната крепост на шотландските командири. До края на юни няма никакво настъпление от страна на англичаните за атака срещу обсадата. Английският крал Едуард II събира армията си при Берик ъпон Туийд, преминават границата и се насочват към Стърлинг.

## Битката
В неделя, 23 юни 1314, английската армия достига брода при Банъкбърн, на няколко километра южно от Стърлинг. Там, по заповед на Робърт Брус, се е преместила шотландската войска. В редиците им са строени войни от състава на 21 клана. С цел да намалят превъзходството на противниковата тежка кавалерия, шотландците възнамеряват да проведат бой от близка дистанция. Сред историците е позната противоречивата теза за тамплиерите, дошли на страната на Робърт Брус, за да подкрепят потомците на скотите. Битката започва в една област между реките Банъкбърн и Форт.
Битката продължава 2 дена. Първоначално 500 английски кавалеристи, на път за Стърлинг, се срещат с малка част от шотландската пехота. Шотландците с копия (шилтрон) се доказват за пореден път и английското нападение е отблъснато с минимални жертви. Английската кавалерия е принудена да отстъпи. Същевременно се образува и редица с по-малки копия, намираща се около главното ядро воини, когато английски войници пресичат Банък, за да се включат. Важна е и битката между английския рицар Хенри дъ Боухън и Робърт Брус: Де Боухън изважда Брус от бойната схватка, насочва копието си и язди към единствения срещу му противник. В последния момент конят се изплашва от близкото сражение и Брус успява с брадва да посече ризницата на Боухън. След няколко следващи незначителни сблъсъка настъпва нощта и английската армия се връща назад към лагера си между Банък и Пелстрийм.
Главната битка се състои на 24 юни. Английската армия настъпва и напада през Банък, докато шотландската войска чака строена с копията си. Първата английска кавалеристка атака е хаотична и с много загуби. Само няколко рицари успяват да пречупят копията на противника, но веднага биват убивани. Вследствие на това шотландците настъпват и принуждават вражеските кавалеристи да бягат през редиците пехотинци. Една атака на английските стрелци поваля в битката и свои, и противници. В бягството си леката кавалерия секва и атаката на стрелците. Численото превъзходство на англичаните не изиграва роля и те правят напразни опити да съберат войсковите си части. Шотландците атакуват останалите противници и ги отблъскват към реката. Едуард II бяга незабавно от бойното поле и, след като входът през Стърлинг му е затворен, минава през Западен Лоудиън, Дънбар, и след това с кораб към любимата Англия.

## Последствия
Тази победа носи на шотландците поне веднъж спокойствие от нападенията на враговете. За английското кралство под ръководството на Едуард II последствията са както вътрешно, така и външно политически крах. Независимост на Шотландия е утвърдена от Арброутската декларация, съставена от шотландските благородници (1320) и изпратена на папата в Рим. На 17 март 1328 г. е подписана и обявена свободата на Единбург, който на 4 май същата година е ратифициран от Англия. Независимостта на Шотландия от Англия е призната официално и цялостните граници между тях са гарантирани от английския крал и парламента.
В днешни дни шотландското национално движение отдава своята почит към събитията. Всяка година битката е чествана с марш от центъра на Стърлинг към полетата на Банъкбърн, където до статуята на Робърт Брус се полага венец от цветя.